# Isidoor Buelens
Isidoor (Door) Buelens (Eppegem, 8 april 1936 - Boechout, 3 februari 2025) was een Belgisch senator voor het Vlaams Blok.

## Levensloop
Na het voltooien van de economische afdeling van het humaniora werkte Buelens van 1953 tot 1962 als bediende en vervolgens van 1962 tot 1992 als handelsvertegenwoordiger. Buelens, wiens vader lid was van het VNV, kreeg zijn engagement in de Vlaamse Beweging van thuis uit mee. In de jaren 1970 werd hij militant bij het Taal Aktie Komitee en van 1974 tot 1975 was hij lid van de TAK-raad in Antwerpen.
In 1964 werd hij politiek actief bij de Volksunie. In 1965 trad hij toe tot het afdelingsbestuur van de partij in Dilbeek en vertegenwoordigde die afdeling in het VU-bestuur van het arrondissement Brussel. In de periode van het Egmontpact verliet hij de partij en in 1978 werd hij als lid van het Antwerps arrondissementieel bestuur actief bij het Vlaams Blok. Van 1985 tot 1995 was hij voorzitter van de Vlaams Blok-afdeling van de provincie Antwerpen.
Van 1991 tot 1999 zetelde Buelens in de Belgische Senaat: van 1991 tot 1995 als provinciaal senator voor de provincie Antwerpen en van 1995 tot 1999 als gecoöpteerd senator.